# جسر حدة
جسر ونفق تقاطع شارع بيروت مع شارع حدة بأمانة العاصمة	لتسهيل حركة المرور وتخفيف حدة الازدحام.
بتمويل محلي بنسبة 30 بالمائة (الحكومة اليمنية) وخارجي بنسبة 70 بالمائة (الصندوق العربي للإنماء الاقتصادي والاجتماعي - الكويت)، في إطار الجهود الموجهة للحد من مشكلة الازدحام المروري.
| الفقرات                | التفاصيل                                        |
| ---------------------- | ----------------------------------------------- |
| أسم المشروع            | جسر ونفق تقاطع شارع بيروت مع شارع حدة           |
| الجهة/الوزارة          | أمانة العاصمة                                   |
| رقم القرار             | 85                                              |
| تاريخ القرار           | 2013/08/22م                                     |
| نوع العمل              | أشغال                                           |
| مبلغ الإرساء / التمويل | 11,692,870 $/ (+30%حكومي)                       |
| منفذ المشروع           | مؤسسة التويتي الوطنية للهندسة والمقاولات العامة |
| فترة تنفيذ المشروع     | 12 شهراً                                         |

## المواصفات
يتكون مشروع التقاطع من جسر باتجاه طريق بيروت بطول 500 متر وعرض 11 متر وحارتين لكل اتجاه، وتنفيذ نفق باتجاه شارع حدة بطول 600 متر وعرض 14 متر وحارتين لكل اتجاه.

## الافتتاح
تم افتتاح الجزء الأول من الجسر يوم الأربعاء 19 نوفمبر 2014م.
الافتتاح الكلي
الأربعاء 04 مارس - آذار 2015م
وقد قام بافتتاحه أمين عام المجلس المحلي لأمانة العاصمة أمين محمد جمعان.